# Osady litoralne
Osady litoralne – osady powstałe w środowisku morskim na głębokości  do 60 m., w bezpośrednim sąsiedztwie brzegu morskiego. W strefie tej tworzą się głównie osady pochodzenia mechanicznego: piaski, żwiry.
Materiał dostarczany z lądu jest unoszony w zawieszeniu przez fale i przenoszony z prądami pływowymi, geostroficznymi i sztormowymi oraz spływami grawitacyjnymi. Szelfowe systemy depozycyjne można podzielić na zdominowane przez pływy oraz przez sztormy.
Materiał frakcji piaszczystej osadzany w płytkich partiach mórz zdominowanych przez sztormy jest zazwyczaj dojrzały teksturalnie. Płycizny są kształtowane przez falowanie i prądy powrotne zaś głębsze partie jedynie przez sztormy. Rezultatem tego jest depozycja materiału gruboziarnistego blisko brzegu i drobniejszego dalej. Wraz z odległością od brzegu materiał piaszczysty stopniowo zanika. Osady sztormowe charakteryzują się warstwowaniem kopułowym. Materiał osadzany w głębszych częściach szelfu często jest znacznie bardziej zbioturbowany. Charakterystyczne skamieniałości śladowe dla tego środowiska to: Cruziana (znana jedynie z Paleozoiku), Rhizocorallium, Chondrites, Planolites i Thalassanoides.
Piaszczyste i żwirowe osady szelfowe cechują się jednorodnym rozłożeniem parametrów geotechnicznymi i dobrym zagęszczeniem. Osady spoiste charakteryzują się dużą ściśliwością oraz znaczną wrażliwością na naruszenie ich struktury.